# 珀御

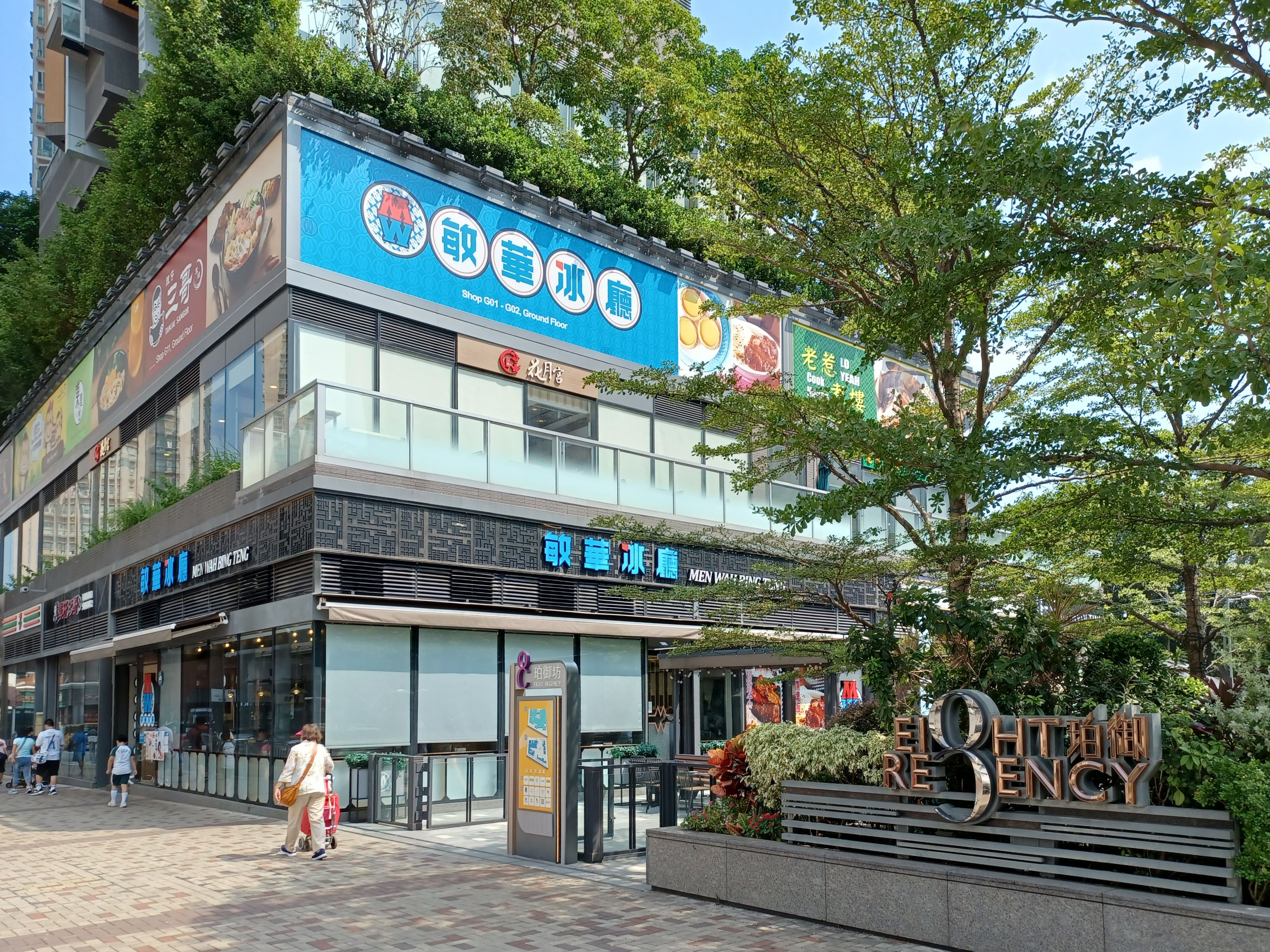
珀御基座商場

珀御（英語：Eight Regency）是座落於香港新界屯門區良德街8號的單幢式住宅大廈，在2017年4月開售，於2018年入伙，由新鴻基地產發展，管理費每平方呎約$3.88。

## 歷史
2014年2月，政府將屯門市地段第509號的住宅限量地進行招標，地盤面積約26,264平方呎，規劃作住宅(甲類)用途，最高可建樓面167,261平方呎，中標發展商須興建不少於290個住宅單位。2月7日截標當日獲得8份標書，包括長實、嘉華國際、富豪酒店及百利保所組財團、信置及兩不知名財團。到2月12日，地政總署公佈新鴻基地產以4.3億港元投得良德街地皮，每呎樓面地價為2571元，低於市場預期下限。項目到於2016年8月份獲批預售樓花同意書。2017年4月，新鴻基地產開售珀御，首批68個單位平均呎價約15,935元，定價介乎約494.71萬至777.6萬元不等，扣除最高兩成折扣優惠後，即供折實售價約396萬至622萬元，不過只有1伙單位是不用400萬元。

## 住宅
住宅樓高25層，提供321個單位，以260呎開放式及1房戶型為主，亦包括465方呎的2房單位，發展商指單位樓底逾3.3米，屬區內近年全新住宅項目中最高。
會所位於3樓，面積逾4,200方呎，設施包括We Proudly Serve Starbucks @Regency Lounge、宴會廳、聚樂室及24小時健身室等。

## 商場

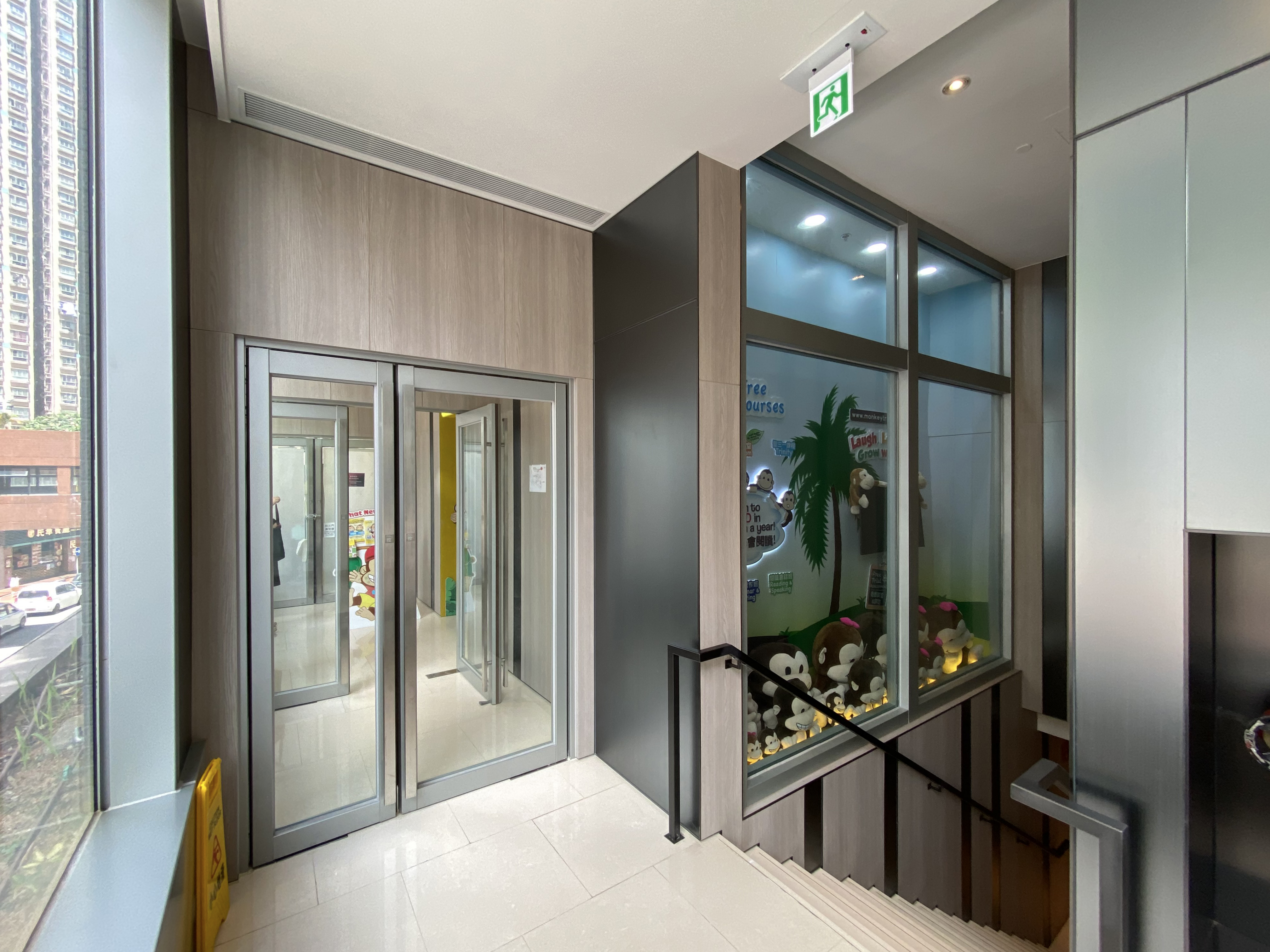
珀御坊1樓舖位

珀御基座商場名為珀御坊，佔地2.6萬方呎，位於地下及1樓，租戶包括7-Eleven、東屋台、花斑茶社、敏華冰廳、譚仔三哥米線、24/7 Fitness和兒童補習中心Monkey Tree。

## 鄰近
- 青田遊樂場
- 寶怡花園
- 海麗花園
- 建生邨
- 田景邨
- 寶田邨

## 外部連結
- 珀御